# Eisenbahnbrücke Malbork
Die Eisenbahnbrücke Malbork führt die Bahnstrecke Warszawa–Gdańsk bei Malbork, deutsch Marienburg, in der polnischen Woiwodschaft Pommern über die Nogat.

## Beschreibung
Sie grenzt nördlich an das Gelände der Ordensburg Marienburg an und steht unmittelbar neben dem Buttermilchturm.
Die zweigleisige Eisenbahnbrücke wurde nach den Zerstörungen des Zweiten Weltkriegs von der polnischen Eisenbahnverwaltung in der Zeit von 1972 bis 1975 als stählerne Balkenbrücke auf den Pfeilern der Vorgängerin errichtet, wobei wegen der gestiegenen Gewichte moderner Lokomotiven und Züge zwei Zwischenpfeiler eingebaut wurden.
Die zwischen den Widerlagern 248 m lange Brücke hat 6 Felder mit Pfeilerachsabständen von 20 + 46 + 58 + 58 + 46 + 20 m.
Sie wurde kürzlich im Auftrag der PKP Polskie Linie Kolejowe modernisiert.

## Geschichte
Die Nogatbrücke bei Marienburg wurde im Zuge des Baus der Strecke Berlin–Königsberg der Preußischen Ostbahn von 1851 bis 1857 errichtet. Zu der Baumaßnahme gehörte in erster Linie die Weichselbrücke Dirschau beim heutigen Tczew. Der Ingenieur Johann Carl Wilhelm Lentze (1801–1883) war federführend bei der Planung der Brücken. Sie gelten als die ersten weitgespannten Balkenbrücken auf dem europäischen Kontinent.
Von 1888 bis 1891 wurde an beiden Orten eine Eisenbahnbrücke unmittelbar neben den ersten gebaut, die zu Straßenbrücken umgebaut wurden.

### Erste Nogatbrücke

#### Vorgeschichte
Eine Eisenbahnbrücke über die Weichsel wurde lange für unmöglich gehalten. Eine im 14. Jahrhundert von den Ordensrittern bei der Marienburg erbaute hölzerne Brücke war Anfang des 18. Jahrhunderts vom Hochwasser zerstört worden. Eine bei Thorn (Toruń) im 16. Jahrhundert errichtete Holzbrücke konnte wegen häufigen Hochwassers und des alljährlichen Eisgangs nur mit großen Mühen erhalten werden. Große Weiten wurden Mitte des 19. Jahrhunderts allenfalls mit Hängebrücken überspannt, aber das waren alles Straßenbrücken.
Als die preußische Bauverwaltung 1844 eine Kommission für den Bau der Weichsel- und Nogatbrücken und der dazu erforderlichen Strom- und Deich-Regulierungen einberief und Lentze mit einem ersten Entwurf für die Brücken beauftragte, waren Robert Stephensons Conwy Railway Bridge und die Britanniabrücke in Wales noch in der Planungsphase.
Infolge der Krise 1846/1847 stellte König Friedrich Wilhelm IV. am 6. Juni 1847 alle bereits geleisteten Vorarbeiten an den Brücken ein, lediglich die Strom- und Deichbauten konnten fortgesetzt werden. Auf Veranlassung des Handelsministers nutzte Lentze die Pause, sich den Bau der Britanniabrücke vor Ort anzusehen. Er ließ darauf den Gedanken an eine Hängebrücke zugunsten einer festen Brücke fallen. Er hielt aber eine vollwandige Hohlkastenbrücke für zu teuer, auch konnte man einen Kasten auf den beiden seichten Flüssen nicht einschwimmen. Deshalb entschied er sich bei der Wiederaufnahme der Arbeiten für auf einem Lehrgerüst zu montierende Gitterträgerbrücken.

#### Gitterträgerbrücke (1857)

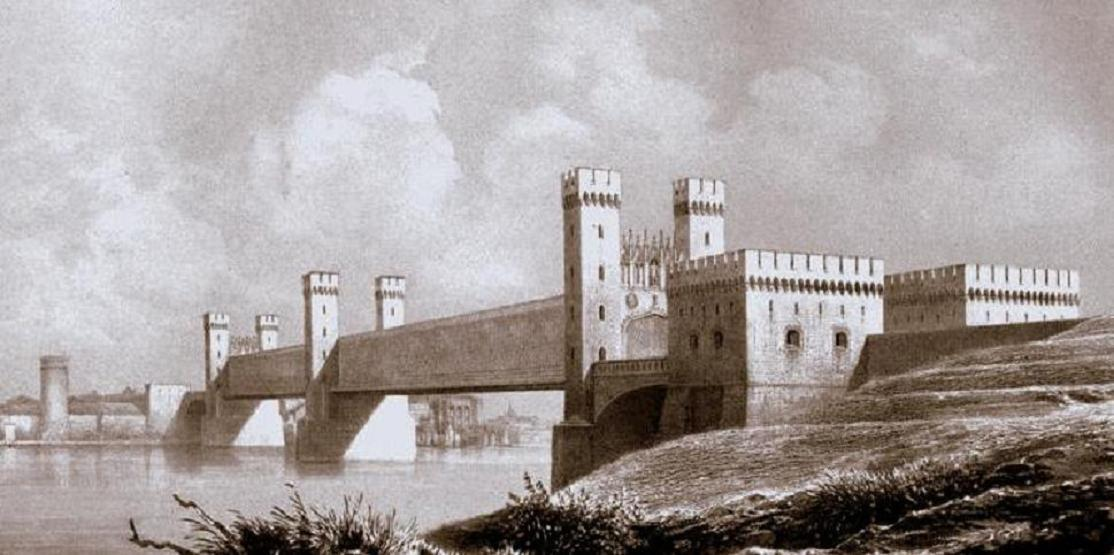
Gitterbrücke mit Buttermilchturm

Mit dem Gesetz vom 7. Dezember 1849 wurden der Bau der Brücken über die Weichsel und Nogat und die durch die Eisenbahn-Anlage bedingten Strom- und Deich-Regulierungen angeordnet und die nötigen Geldmittel gewährt. Am 3. April 1850 wurden die Arbeiten wieder aufgenommen, 1851 wurde die Baustelle an der Nogat eröffnet.
Grundlage der Konstruktion waren die kurz zuvor erfolgten theoretischen Untersuchungen durch Karl Culmann und Johann Wilhelm Schwedler. Die statischen Berechnungen und die Ausführungspläne fertigte der Schweizer Ingenieur Rudolf Eduard Schinz. Der schmiedeeiserne Überbau der Brücke wurde von der Dirschauer Maschinenbauanstalt hergestellt, einem Ableger der Maschinenbauanstalt H. W. Krüger aus Potsdam. Die Pfeilertürme und die Portale der Widerlager gestaltete der Architekt Friedrich August Stüler. Örtlicher Bauleiter war Hermann Lohse, bis er zum Bau der Dombrücke in Köln abgerufen wurde.
Die einschließlich der Portalbauten insgesamt 279,5 m (890 1⁄2 Fuß) und ohne sie 248 m lange Gitterträgerbrücke hatte zwei Öffnungen mit jeweils 104,5 m Stützweite und einer lichten Weite von 97,92 m vor. Auf Verlangen des Militärs war sie an beiden Enden von Portalen und einem Vorwerk auf dem linken Ufer eingefasst. Die die Brücke flankierenden Rundtürme wurde von Architekt Stüler nach Art einer mittelalterlichen, mit Zinnen bekrönten Burg gestaltet.
Die Brücke hatte ein Gleis und beidseitig einen Fahrweg für ein Fuhrwerk. Die Wege waren nicht von den Gleisen getrennt, da Pferde vor den Lokomotiven scheu würden und deshalb die wenigen Fuhrwerke die Durchfahrt der Züge abwarten mussten. Außerhalb der Gitterträger war je ein Fußweg angebracht, der außen um die Pfeilertürme herumgeführt wurde. Fußgänger konnten die lange Brücke deshalb unabhängig von der Durchfahrt eines Zuges benutzen.
Die Brücke hatte eine lichte Höhe von 3,30 m (10½ Fuß) über dem höchsten Wasserstand. Flussaufwärts und -abwärts der Brücke befanden sich Krane, um die Schiffsmasten aus- und wieder einzuheben.
Die Gitterträger waren 7,14 m hoch (22¾ Fuß) und 6,28 m (20 Fuß) voneinander entfernt. Die Stärke ihres engmaschigen Netzes aus diagonalen Stäben und vertikalen Eisenwinkeln war von Schinz entsprechend den statischen Erfordernissen bestimmt worden. Seine Idee, den Überbau der beiden Öffnungen zu einem Durchlaufträger zusammenzufassen, führte zu bedeutenden Einsparungen. Gitterartige Querträger, auf denen das Gleis lag, und zwei obere Windverbände verbanden die Gitterträger.
Die Pfeiler hatten eine Pfahlgründung, die gegen eine Auskolkung von einer Pfahlwand umgeben und mit einem Wall aus Steinblöcken geschützt war. Die Pfeiler bestanden innen aus Ziegelmauerwerk und außen gegen den Eisgang aus Naturstein.
Der erste Eisenbahnzug passierte die Brücke am 12. Oktober 1857, damit wurde die Strecke Dirschau–Marienberg dem Verkehr übergeben. Die förmliche Übergabe der beiden Brücke an die Königliche Eisenbahn-Direction Bromberg erfolgte nach Fertigstellung aller Restarbeiten am 8. Dezember 1858. Am 24. August des folgenden Jahres wurde die Königliche Commission für den Bau der Brücken aufgelöst.

### Linsenträgerbrücke (1890)

Linsenträgerbrücke

Gegen Ende der 1860er Jahre wurde auf der Ostbahn das zweite Gleis verlegt, aber die Brücken blieben eingleisig, was mit zunehmendem Verkehr als störend empfunden wurde. Fuhrwerke mussten immer länger warten, andererseits führte ein Achsbruch eines Fuhrwerkes zu einer längeren Sperrung des Bahnverkehrs. Deshalb beschloss man den Bau neuer, zweigleisiger Brücken und den Umbau der alten zu reinen Straßenbrücken. Das Deutsche Reich leistete einen Zuschuss in Höhe von 60 % der kalkulierten Kosten.
Die Entwürfe beider Brücken stammten von Johann Wilhelm Schwedler. Architekt der Portale war Johann Eduard Jacobsthal. In Bromberg wurde ein zentrales Baubüro unter der Leitung von Georg Christoph Mehrtens eingerichtet, in dem auch die Ausführungsplanung erstellt wurde. Die Eisenkonstruktion wurde von der Aktiengesellschaft für Eisenindustrie und Brückenbau, vormals Johann Caspar Harkort in Duisburg geliefert und montiert.
Der Baubeginn war im Frühjahr 1888. Die neue Brücke stand etwas mehr als 40 m stromabwärts von der Gitterträgerbrücke und dem Buttermilchturm. Sie hatte, wie diese, zwei Öffnungen mit Stützweiten von 104,5 m.
Der Überbau bestand aus Linsenträgern mit sich in der Mitte kreuzenden, diagonalen Streben zwischen Ober- und Untergurt und einem Mittelgurt als Zugband. Die Träger hatten einen seitlichen Achsabstand von 9,5 m voneinander. Die Fahrbahn war mit senkrechten Trageisen an den Untergurten angehängt. Der Überbau wurde fast vollständig aus Schmiedeeisen (Schweißeisen) hergestellt. Es gab zwar bereits Stahl (Flußeisen) in ausreichender Menge und Qualität, aber die umfangreichen Materialprüfungen von rund 7000 t hätte in der zur Verfügung stehenden Zeit nicht durchgeführt werden können. Deshalb wurde Stahl (Siemens-Martin-Stahl) nur für einzelne, stark beanspruchte Teile wie die Zugbänder und die Trageisen der Fahrbahn verwendet.
Die Pfeiler waren nur noch 6 m breit (gegenüber den 9,73 m breiten Pfeilern der alten Brücke).
Die Nogatbrücke wurde am 25. Oktober 1890 dem Verkehr übergeben.

### Zweiter Weltkrieg, Nachkriegszeit
Beide Brücken wurden am 9. März 1945 von der Wehrmacht gesprengt. Nach dem Krieg wurde die Eisenbahnbrücke bis 1947 mit englischen ESTB-Notbrücken wieder aufgebaut. Die gegenwärtige Brücke wurde 1972 bis 1975 gebaut.